# Brian Dobson
Brian Dobson (Steadfast, 9 september 1973) is een Canadees stemacteur van Engelse afkomst. 
Enkele voorbeelden van personages die Dobson in zijn loopbaan van een stem heeft voorzien, zijn Martin DaCosta en Heine Westenfluss uit Mobile Suit Gundam SEED Destiny (2004), Lex Luthor uit Krypto the Superdog (2005) en Red Alert uit Transformers: Armada (2002). Verder is hij te horen in hoegenaamd alle afleveringen van He-Man and the Masters of the Universe (2002), als de primaire antagonist Skeletor en daarnaast als onder meer King Hiss, Buzz-Off en Webstor.
Zijn twee oudere broers Paul en Michael Dobson zijn eveneens stemacteur. Animatieseries waaraan alle drie de gebroeders hun medewerking hebben verleend, zijn bijvoorbeeld Fantastic Four: World's Greatest Heroes (2006) en Transformers: Cybertron (2005). Ook Brians neef Kieffer Dobson werd stemacteur.

## Filmografie (selectie)
- Dead Rising 2: Case:0 (computerspel)
- Death Note (animatieserie)
- Dragon Ball Z (animatieserie)
- Fantastic Four: World's Greatest Heroes (animatieserie)
- Frogger Beyond (computerspel)
- He-Man and the Masters of the Universe (animatieserie)
- Kessen (computerspel)
- Krypto the Superdog (animatieserie)
- Martin Mystery (animatieserie)
- Max Steel (animatieserie)
- Mobile Suit Gundam SEED (animatieserie)
- Mobile Suit Gundam SEED Destiny (animatieserie)
- Prototype (computerspel)
- Pucca (animatieserie)
- Ranma ½ (animatieserie)
- Team Galaxy (animatieserie)
- Transformers: Armada (animatieserie)
- Transformers: Cybertron (animatieserie)